# Hájek u Bavorova
Hájek ist eine Gemeinde in Tschechien. Sie liegt zwei Kilometer südwestlich von Bavorov und gehört zum Okres Strakonice.

## Geographie

### Geographische Lage

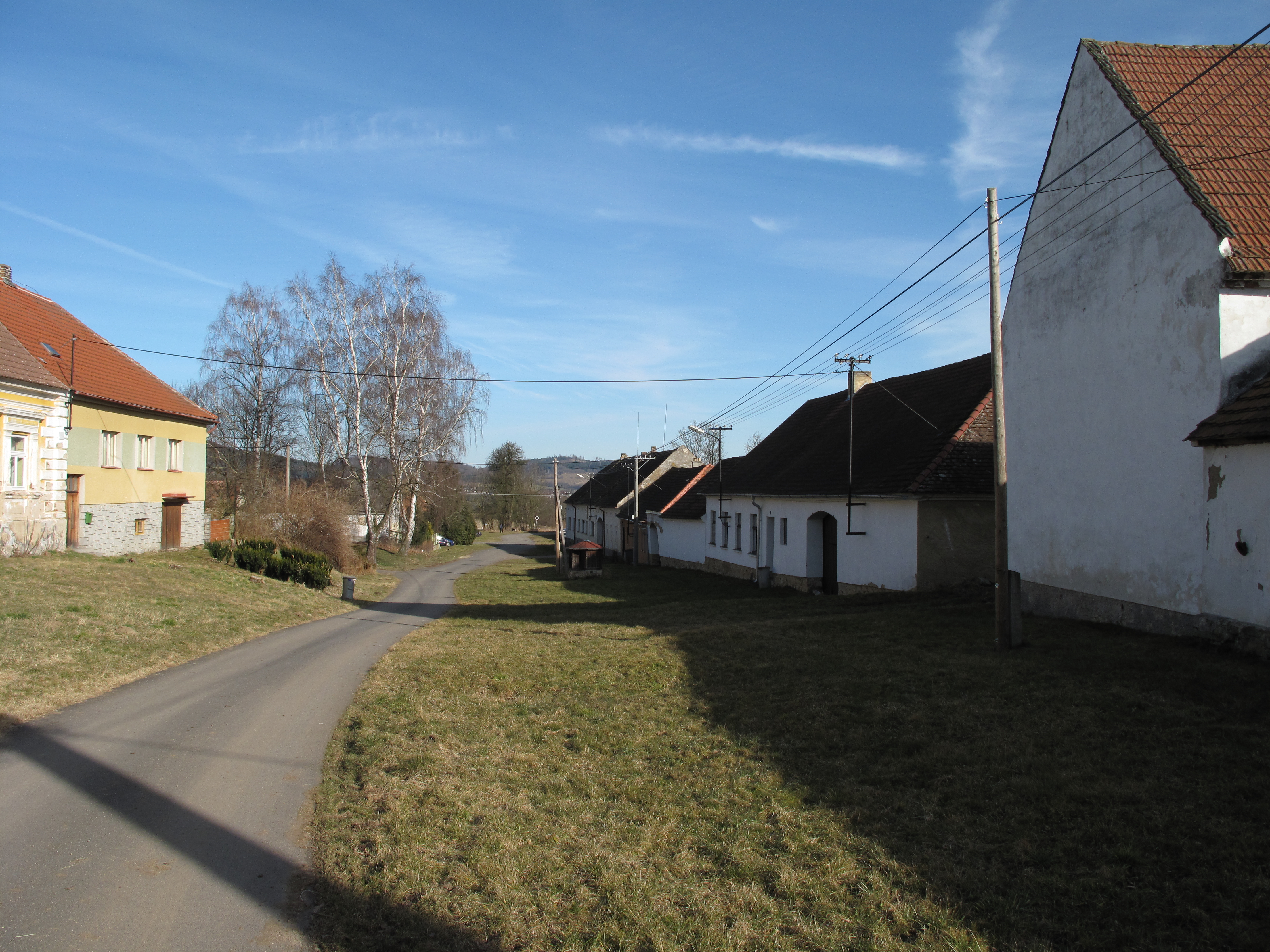
Dorfstraße in Hájek

Das Dorf befindet sich im Vorland des Böhmerwaldes linksseitig über dem Tal der Blanice. Im Westen erheben sich Hügelkuppen des 582 m hohen Hájek. Hájek liegt an der Staatsstraße 141 zwischen Bavorov und Prachatice, östlich des Ortes führt die Eisenbahnstrecke nach Prachatice vorbei, der nächste Bahnhalt „Blanice“ befindet sich jenseits des Flusses in Blanička.

### Nachbargemeinden
Nachbarorte sind Bavorov im Nordosten, Bavorovské Svobodné Hory im Osten, Blanice im Südosten, Strunkovice nad Blanicí und Dvorec im Süden, Dubská Lhota im Südwesten, Borčice im Westen sowie Tourov im Nordwesten.

## Geschichte
Das 1334 erstmals urkundlich erwähnte Dorf war Teil der Herrschaft Bavorov und war ab 1355 der Helfenburg untertänig. Nach der Aufhebung der Patrimonialherrschaften kam das Dorf zum Piseker Kreis. Gerichtssitz war Vodňany.
Der Ort wird von der Landwirtschaft geprägt. Nach seiner Eingemeindung nach Bavorov am 26. November 1971 erhielt er am 1. Januar 1992 seine Selbständigkeit zurück. Hájek ist der Ort mit der ältesten Bausubstanz im Okres Strakonice, das durchschnittliche Alter der Häuser betrug im Jahre 2007 87,5 Jahre und lag damit etwa doppelt so hoch wie der Bezirksdurchschnitt.